# Мохначка Нижня
Мохна́чка Ни́жня (пол. Mochnaczka Niżna) — село в Польщі, на Лемківщині, у гміні Криниця-Здруй Новосондецького повіту Малопольського воєводства.
Населення — 729 осіб (2011).

## Розташування
Розміщене при державній дорозі №75, у Низьких Бескидах, у долині потоку Мохначка — правої притоки річки Мушинки.

## Історія

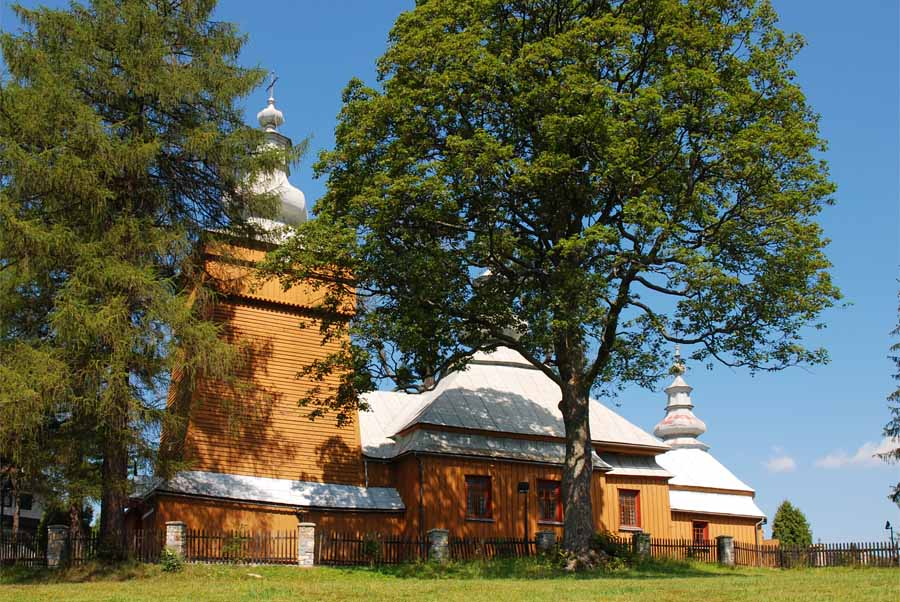
Церква Св. Архангела Михаїла

Село Мохначка закріпачене на волоському праві в 1581 році Яном Святковським за наданим йому єпископом Мишковським привілеєм. Греко-католицька парафія існувала в селі у 1626 році, коли краківський єпископ Мартин Шишковський затвердив купівлю мохнацьким священиком о. Лукою другого лану ріллі в якогось Гутника. З того ж року був перший церковний дзвін вагою 300 кг. У 1648 році виокремлено село Мохначка Нижня. Метричні книги велися з 1784 року.
У 1878 році в селі від епідемії холери померло 94 людини.
До середини XX ст. в регіоні переважало лемківсько-українське населення. З листопада 1918 по січень 1920 село входило до складу Лемківської Республіки. В селі була москвофільська читальня імені Качковського.
У 1939 році з 880 жителів — 870 українців, 10 поляків.
До 1945 р. в селі була греко-католицька парафія Мушинського деканату.
Згодом, у період між 1945 і 1947 роками, у цьому районі тривала боротьба між підрозділами УПА та радянським військами. 263 з тих, хто вижив, 3 липня 1947 року під час Операції Вісла були депортовані на понімецькі землі Польщі.
У 1975-1998 роках село належало до Новосондецького воєводства.

## Пам'ятки
- Церква Св. Архангела Михаїла, збудована греко-католицькою громадою села в XVIII ст., ґрунтовно перебудована в середині XIX ст. з повним іконостасом, з 1951 використовується як парафіяльний костел Матері Божої Ченстоховської.
- Дерев'яна каплиця Різдва Богородиці з повним іконостасом, збудована в 1787 році місцевим парохом Чирнянським.

## Демографія
Демографічна структура станом на 31 березня 2011 року:
|          | Загалом | Допрацездатний вік | Працездатний вік | Постпрацездатний вік |
| -------- | ------- | ------------------ | ---------------- | -------------------- |
| Чоловіки | 371     | 117                | 236              | 18                   |
| Жінки    | 358     | 99                 | 217              | 42                   |
| Разом    | 729     | 216                | 453              | 60                   |